# Arkadiusz Milik
Arkadiusz Krystian "Arek" Milik (pronunția poloneză: [arˈkadjuʂ ˈmilik]; n. 28 februarie 1994, Tychy, Polonia) este un fotbalist polonez care joacă pe postul atacant pentru clubul din Serie A, Juventus Torino, împrumutat de la Olympique Marseille, și pentru echipa națională de fotbal a Poloniei. A fost convocat de selecționerul Poloniei, Adam Nawałka, la Campionatul European de Fotbal din 2016.

## Viața timpurie
Tatăl lui Milik a plecat pe când era foarte tice, ajutându-l să-și dezvolte abilitățile și să adopte o înfățișare mai serioasă. La vârsta de 16 ani a ajuns în Anglia și a fost invitat să dea probe la Tottenham Hotspur și Reading, dar a decis să se întoarcă în Polonia.

## Cariera la club

### Rozwój Katowice
Milik și-a început cariera la echipa de tineret la Rozwój Katowice, jucând la echipa a doua în sezonul 2009-10. Pe 23 octombrie 2010, a debutat în Liga a III-a poloneză la 16 ani, marcând două goluri în victoria 4-0 obținută cu KS Krasiejów. În noiembrie, el a jucat la Górnik Zabrze, unde a marcat un gol în două meciuri pentru clubul lui Młoda Ekstraklasa. În timpul iernii, el și colegul lui Wojciech Król a jucat la Tottenham Hotspur și Legia Varșovia. Milik a încheiat sezonul cu zece meciuri și patru goluri pentru Rozwój Katowice.

### Górnik Zabrze
Deși a primit oferte și de la alte cluburi mai mari, la 1 iulie 2011 Milik a semnat un contract pe un an cu Górnik Zabrze, suma de transfer fiind de 500.000 de złoți. Milik a debutat în Ekstraklasa pe 31 iulie, într-o remiză scor 1-1 cu Śląsk Wrocław; fiind înlocuit de Daniel Gołębiewski în minutul 53.

### Bayer Leverkusen
Pe 17 decembrie 2012, clubul german Bayer Leverkusen a confirmat faptul că Milik a semnat un contract până în vara anului 2018, Leverkusen plătind pentru transferul său 2,6 milioane euro.

#### FC Augsburg (împrumut)
Pe 30 august 2013, FC Augsburg l-a împrumutat pentru un an. Mutarea i-a costat 150.000 €, suma crescând în funcție de performanțele jucătorului. A marcat golul egalizator în minutul 88, într-o remiză de acasă, scor 2-2  împotriva lui Borussia Mönchengladbach, ajutând-o pe Augsburg să câștige un punct vital.

### Ajax
Pe 15 mai 2014, a fost anunțat faptul că Milik va fi împrumutat în sezonul 2014-2015 sezon la Ajax, cu o opțiune de cumpărare în valoare de 2,8 milioane de euro.
Pe 24 septembrie 2014, Milik a jucat într-un meci cu JOS Watergraafsmeer în Cupa KNVB, fiind declarat omul meciului după ce a marcat șase din cele nouă goluri marcate de echipă, pe lângă alte două pase de gol pe Stadionul Olimpic. Pe 1 aprilie 2015, Ajax a ajuns la un acord cu Bayer Leverkusen pentru a-l achiziționa Milik pentru 2,8 milioane de euro.

## Viața personală
Din 2013, Milik este într-o relație cu modelul polonez Jessica Ziółek. Milik a apărut pe coperta jocului FIFA 16, varianta poloneză, alături de starul Lionel Messi.
Milik este fan al lui Manchester United.

### Meciuri la națională
| Polonia | Polonia | Polonia | Polonia |
| An      | Meciuri | Goluri  |         |
| ------- | ------- | ------- | ------- |
| 2012    | 4       | 1       |         |
| 2013    | 2       | 0       |         |
| 2014    | 8       | 5       |         |
| 2015    | 8       | 4       |         |
| 2016    | 2       | 0       |         |
| Total   | 24      | 10      |         |